# Grete-hadművelet
A Grete-hadművelet az Abwehr titkos akciója volt Kanadában, amelynek fő célja a konvojtevékenység megfigyelése volt.

## Története
1942. április 25-én Lorient-ből kifutott Amelung von Varendorff kapitány irányításával az U–213 aknarakó tengeralattjáró, fedélzetén Marius Alfred Langbeinnel, az Abwehr ügynökével. A hajó három hét alatt átkelt az Atlanti-óceánon, és New Brunswicknál partra tette Langbeint, akinek az volt a feladata, hogy nyomon kövesse a szövetséges konvojok indulását-érkezését Halifax kikötőjében.
Langbein a háború előtt egy ideig Kanadában élt, ezért esett rá a német hírszerzés választása. A férfi a partot érés után küldött néhány jelentést a hajóforgalomról, majd néhány hónap múlva dezertált. Megváltoztatta identitását, és Alfred Haskins néven Ottawába költözött. 1944 decemberéig élt ott, amíg el nem fogyott az Abwehrtől kapott pénze, majd feladta magát. Bíróság elé állították, de nem ítélték el, mert nem követett el ellenséges akciót Kanadával szemben.